# NGC 7320
NGC 7320は、ステファンの五つ子を構成する渦巻銀河の1つである。しかし、実際は銀河団を形成しているのではなく、同じ視線上に見えているだけである。ステファンの五つ子の他の銀河とは約3億光年も離れ、地球にずっと近く、約4000万光年の位置にある。